# Ruta Provincial 2 (Misiones)
La Ruta Provincial 2, también llamada Ruta Papa Juan Pablo II, Ruta Costera o simplemente La Costera, es una carretera argentina con jurisdicción en la Provincia de Misiones. Recorre aproximadamente 290 kilómetros dentro de los departamentos Apóstoles, Concepción, San Javier, Oberá, Veinticinco de Mayo, Guaraní y San Pedro, siempre bordeando la costa del río Uruguay. Tiene su inicio en Azara  y culmina en los Saltos del Moconá.

## Recorrido
La ruta tiene sentido general sudoeste-noreste y está asfaltada en su totalidad. Inicia en el Arroyo Chimiray, límite con la Provincia de Corrientes. Desde allí continúa hasta Panambí, donde se superpone por algunos kilómetros con la Ruta Provincial 5 y luego en Barra Bonita se superpone con la Ruta Provincial 103 hasta Santa Rita. Desde allí continúa hasta El Soberbio donde se cruza con la Ruta Provincial 13, para luego llegar hasta el Parque Provincial Moconá y finalizar su recorrido en los Saltos del Moconá, en el municipio de San Pedro.

## Localidades
Las ciudades y pueblos por los que pasa esta ruta son las siguientes:
- Departamento Apóstoles: Azara, Tres Capones.
- Departamento Concepción: Concepción de la Sierra, Santa María, La Corita.
- Departamento San Javier: Itacaruaré, San Javier.
- Departamento Oberá: Puerto Panambí, Barra Bonita.
- Departamento Veinticinco de Mayo: Santa Rita, Colonia Alicia.
- Departamento Guaraní: El Soberbio.
- Departamento San Pedro: Saltos del Moconá.

## Estado de conservación

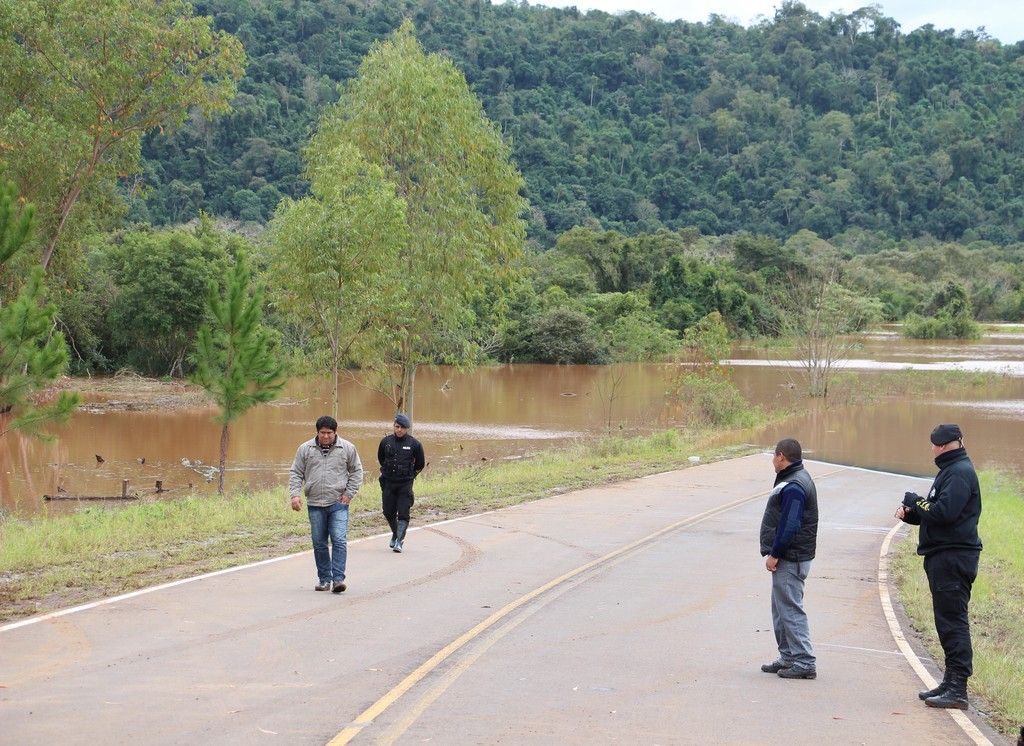
La RP2 bloqueada por la crecida del río Uruguay en 2014.

En términos generales, la Ruta Provincial 2 presenta un terreno sinuoso y con muchas curvas, con pendientes pronunciadas y pocos lugares para el sobrepaso de vehículos. Algunos tramos de la misma presentan en la cinta asfáltica grietas y rajaduras, así como el mal estado de banquinas y la falta de marcación. [cita requerida]Entre las localidades de San Javier y Santa Rita se encuentra restringida la circulación de tránsito pesado: colectivos de doble piso, camiones con acoplados y vehículos de gran porte. Debido a las frecuentes crecidas del río Uruguay, la ruta se ve afectada y bloqueada en algunos momentos del año por inundaciones. Parte de su traza, entre el Paraje Punta Porá y el Cerro Mbororé, debió ser cambiada debido a que las crecidas afectaban las bases de la cinta asfáltica. Por otro lado, el puente carretero sobre el arroyo Canal Torto se encuentra en mal estado debido a su antigüedad (más de 50 años) y la falta de mantenimiento. Bomberos y vecinos de la zona temen por la caída del mismo, como sucedió con un puente similar en la Ruta Provincial 103 sobre el arroyo Acaraguá en 2014. Los demás tramos de la ruta no presentan mayores problemas.